# Lake Shore Boulevard

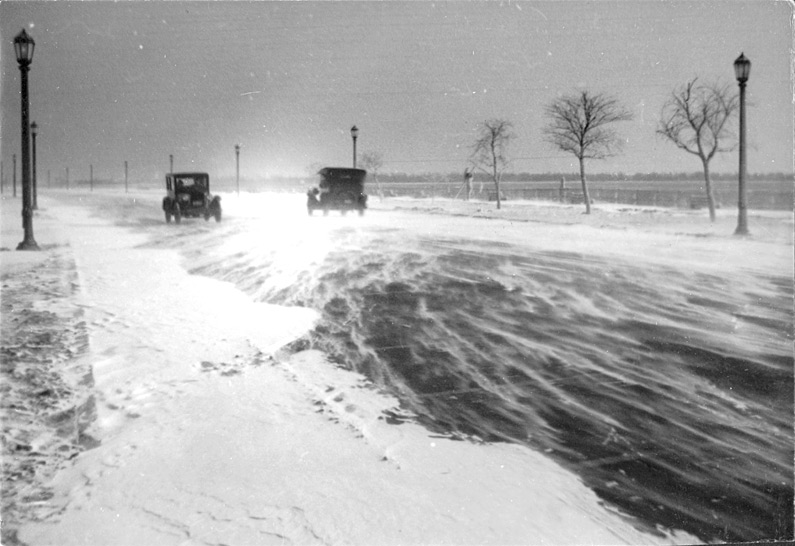
Lake Shore Boulevard durant une tempête de neige en 1925.

Le Lake Shore Boulevard (communément appelé Lakeshore Boulevard) est une artère urbaine d'Est en Ouest longeant les rives du lac Ontario, dans la ville de Toronto au Canada. L'artère a porté le nom de Highway 2. Lake Shore Boulevard est souvent emprunté lorsque l'autoroute Gardiner Expressway est surchargée.